# Serge Godard
Pour les articles homonymes, voir Godard.
Serge Godard, né le 25 mars 1936 à Gerzat (Puy-de-Dôme), est un homme politique français. Ancien sénateur socialiste du Puy-de-Dôme, il est maire de Clermont-Ferrand de 1997 à 2014.

## Formation
Serge Godard est le fils de l'instituteur Louis Godard et de l'institutrice Simone Godard, née Mercier (1901-1945). Tous deux enseignent à Gerzat. Résistante, sa mère fait partie des victimes de la rafle de Gerzat du 21 juin 1944. Simone Godard est déportée au camp de concentration de Ravensbrück et meurt au camp satellite Belzig-Roederhof en Brandebourg le 21 avril 1945. En 1949, Louis Godard, lui aussi résistant pendant la guerre, est secrétaire général de la préfecture du Puy-de-Dôme.
En 1966, Serge Godard obtient un doctorat ès sciences physiques et dirige, entre 1971 et 1976, l'Observatoire de physique du globe de Clermont-Ferrand. Il devient ensuite professeur à l'université Blaise-Pascal (Clermont-II) jusqu'en 1996.

## Carrière politique
Engagé en politique dès 1971 en devenant conseiller municipal de la ville, il s'inscrit au Parti socialiste en 1974. La même année, il devient adjoint au maire Roger Quilliot puis son premier adjoint en 1995. Il est élu maire le 4 juillet 1997, succédant à Roger Quilliot qui avait démissionné peu avant, président de la communauté de communes de l'agglomération clermontoise (« Clermont Communauté ») le 2 octobre suivant, président du syndicat mixte des transports en commun (SMTC) le 29 avril 1998, sénateur du Puy-de-Dôme le 27 septembre suivant et président de la communauté d'agglomération à sa création, le 25 janvier 2000.
Il est réélu maire de Clermont-Ferrand le 25 mars 2001. Mais lors des élections sénatoriales de 2001, en troisième position sur la liste conduite par Michel Charasse, il perd son siège au bénéfice de l'UDF Jean-Marc Juilhard, et quitte le Sénat le 23 septembre suivant.
Lors de la campagne référendaire sur le projet de Constitution européenne en 2005, il s'est prononcé pour le non.
Le 22 juin 2007, à la suite d'un désaccord avec son premier adjoint Gilles-Jean Portejoie, il démissionne de la fonction de maire de Clermont-Ferrand, son adjoint avait annoncé peu auparavant sa décision de conduire une liste séparée aux élections municipales de 2008. Le 9 juillet de la même année, il est réélu maire à l'issue d'un conseil municipal extraordinaire.
À la tête d'une liste d'union de la gauche à l'élection municipale de Clermont-Ferrand de mars 2008, il est réélu au second tour dans le cadre d'une quadrangulaire avec 51,69 % des suffrages.
En 2010, à l'occasion du renouvellement d'un tiers des membres du Conseil constitutionnel, le sénateur Michel Charasse est nommé par le président Nicolas Sarkozy. Serge Godard étant depuis les élections sénatoriales de 2001 le suivant sur la liste conduite à l'époque par Michel Charasse, il redevient donc sénateur du Puy-de-Dôme, retrouvant le palais du Luxembourg après neuf ans d'absence.
Battu lors de la désignation des candidats en interne au PS, Serge Godard ne se représente pas aux élections sénatoriales de 2011. Les militants de la fédération du Puy-de-Dôme du PS ont investi Michèle André, Alain Néri et Jacques-Bernard Magner, tous trois élus.
Il annonce en octobre 2012 qu'il ne briguera pas un nouveau mandat de maire lors de l'élection municipale de 2014, sauf en cas de circonstances exceptionnelles,. Olivier Bianchi (PS) lui succède en avril 2014.

## Détail des mandats et fonctions
- Maire de Clermont-Ferrand de 1997 à 2014
- Président de la Communauté d'Agglomération Clermont Communauté
- Président du Syndicat mixte des transports en commun de l'agglomération clermontoise (SMTC)
- Sénateur du Puy-de-Dôme entre 1998 et 2001 et de 2010 à 2011
- Ancien Conseiller général du Puy-de-Dôme
- Vice-Président de l'Association des maires de grandes villes de France
- Membre du bureau du Groupement des autorités responsables de transports (GART)